# Homalomena humilis
Homalomena humilis är en kallaväxtart som först beskrevs av William Jack, och fick sitt nu gällande namn av Joseph Dalton Hooker. Homalomena humilis ingår i släktet Homalomena och familjen kallaväxter.

## Underarter
Arten delas in i följande underarter:
- H. h. humilis
- H. h. major
- H. h. ophirensis
- H. h. pumila